# آلویک، لولئو
آلویک، لولئو (به سوئدی: Alvik, Luleå) یک سکونتگاه مسکونی در سوئد است که در بخش لولئو واقع شده‌است.

## خصوصیات
الویک ۱٫۶۷ کیلومترمربع مساحت و ۷۷۷ نفر جمعیت دارد.